# Чегодарь, Нина Ивановна
Нина Ивановна Чегодарь (9 сентября 1924 г., с. Грушино, Воронежская обл. — 7 мая 2011 г., Москва) — советский российский литературовед, востоковед-японист, доктор филологических наук, научный сотрудник Института востоковедения РАН.

## Биография
Нина Ивановна Чегодарь (Арефьева) родилась 9 сентября 1924 г. в с. Грушино Воронежской области. В 1948 году с отличием окончила Московский институт востоковедения. В 1950 году завершила обучение на курса повышения квалификации. Работала по распределению. В 1956 году начала работать в Институте востоковедения АН СССР. С 1983 года — старший научный сотрудник. Проработала в Институте до 2002 года.
В 1960 году под руководством Анны Глускиной защитила кандидатскую диссертацию «Значение повести „Снегозащитная роща“ в творчестве Кобаяси Такидзи». Неоднократно направлялась в научные командировки в Японию, ГДР.
В 1990 году была защищена докторская диссертация «Взаимодействие исторической и художественной реальности в послевоенной прозе Японии».

## Научная деятельность
Основная сфера научных интересов — современная японская литература.
Ряд статей и монография «Кобаяси Такидзи: Жизнь и творчество» исследуют творчество японского писателя-коммуниста, умершего в тюрьме. Изучению роли и места в творчестве Кобаяси его повести «Снегозащитная роща» (1928), рассказывающей о крестьянах Хоккайдо и их борьбе с помещиком, посвящена кандидатская диссертация.
В работе «Культура послевоенной Японии» (1981) характеризуются основные культурные тенденции послевоенных лет, поднимаются вопросы преемственности и разрыва с традицией, рассматривается творчество наиболее значимых писателей, художников, режиссёров. Однако анализ этих тенденций не вполне свободен от идеологических установок.
Монография «Японская культура Нового времени. Эпоха Мэйдзи» (1998), написанная в соавторстве с Лидией Гришелёвой, была закончена и издана уже после смерти соавтора. В ней описываются этапы модернизации Японии и её культуры в период 60-х годов XIX — начала XX в. Характеризуется поиск новых идейных основ обществом и государством, курс на просвещение, превращение синто в государственную религию, распространение новых религий, в том числе христианства, изменение отношения ко всему европейскому. Дается всесторонняя картина расцвета новой культуры эпохи Мэйдзи.
В монографии «Литературная жизнь Японии между двумя мировыми войнами» (2004) исследуются основные литературные направления 20-30-х годов и рассматривается творчество писателей, повлиявших на развитие современной японской литературы. В книге дается широкая картина жизни литературной Японии: характеризуется творчество писателей группы «Сиракаба», Мусякодзи Санэацу, Сиги Haoя, Арисимы Такэо, Сатоми Тона. В связи с наследием Абэ Дзиро вводится понятие «японский эгороман». Описывается литература «Школы эстетов», Нагаи Кафу и Танидзаки Дзюнъитиро. Даются очерки жизни и творчества двух столпов японской литературы — Акутагавы Рюноскэ и Кавабаты Ясунари. Пролетарское литературное движение представлено в книге Куросимой Дэндзи, Хаяси Фусао, Кобаяси Такидзи, Миямото Юрико, Токунагой Сунао. Литература «поворота» второй половины 30-х годов описывается с опорой на книги Таками Дзюна и Симаки Кэнсаку.

## Основные работы
- Современные японские прогрессивные писатели и критики о Горьком // КСИВ АН СССР. 1958. № 24. С. 94-104.
- Пьесы Дзюнзи Киносита на темы народных сказаний // Театр и драматургия Японии. М., 1965. С. 95-123.
- Кобаяси Такидзи: Жизнь и творчество. М.: Наука, 1966. 98 с.
- К истории Общества новой японской литературы. М.: Наука, Глав. ред. вост. лит., 1969. 110 с.
- О загадках японской души // Народы Азии и Африки. 1972. № 3. С. 162—173. (соавт. Гришелёва Л. Д.)
- Культура послевоенной Японии. М.: Наука, 1981. 215 с. (соавт. Гришелёва Л. Д.)
- Человек и общество в послевоенной литературе Японии. М.: Наука, 1985. 189 с.
- Японская культура Нового времени. Эпоха Мэйдзи. М.: Вост. лит., 1998. 237 с. (соавт. Гришелёва Л. Д.)
- Искусство периода Токугава // История Японии. Т. 1. М.: ИВ РАН, 1998. С. 527—549.
- Развитие научной мысли и образования // История Японии. Т. 1. М.: ИВ РАН, 1998. С. 550—563.
- Японская литература накануне вступления в XXI век // Япония: с чем в III тысячелетие?. М.: Вост. лит., 1999. С. 238—263.
- Литературная жизнь Японии между двумя мировыми войнами. М.: Вост. лит., 2004. 219 с.[2]